# Ferenc Körmendi
Ferenc Körmendi (Budapest, 12 febbraio 1900 – Bethesda, 20 luglio 1972) è stato uno scrittore ungherese.
Vincitore di diversi premi letterari europei. I suoi romanzi furono tradotti e venduti con grande successo negli anni trenta, quaranta  e cinquanta, anche in Italia.

## Opere
- Un'avventura a Budapest (A budapesti kaland 1932)
- La generazione felice (A boldog emberöltő 1934)
- Peccatori (Bűnösök 1936)
- L'errore (A tévedés 1938)
- Tempo di eclisse
- Via Bodenbach (Ind. 7.15 via Bodenbach 1932)
- Incontrarsi e dirsi addio ( Találkozás és búcsú 1937)